# Chai Ling
Chai Ling född 16 april 1966 i Rizhao, Shandong, Kina, var en av de mest namnkunniga ledarna för protesterna vid Himmelska fridens torg 1989 tillsammans med bland annat sin då sambo, senare make, Feng Congde.
Hon var en av de första att inleda hungerstrejk på torget och enligt flera uppgifter en av de sista av de ledande studenterna som lämnade torget på morgonen den 4 juni. Efterlyst av myndigheterna lyckades hon i april 1990 ta sig till Hongkong varifrån hon fortsatte först till Paris och senare till USA. Feng Congde stannade i Frankrike och de skiljde sig senare.
Till skillnad från flera andra av de mer framträdande personerna från torget kom hon i USA att inrikta sig på studier istället för politisk aktivism och hon driver sedan 1998, tillsammans med sin amerikanske man, ett dataföretag.